# Nick DeLeon
Nicholas Lee DeLeon (n. Phoenix, Arizona, Estados Unidos, 17 de julio de 1990), conocido simplemente como Nick DeLeon, es un futbolista estadounidense de origen trinitario. Juega de mediocampista y su equipo actual es el Toronto FC de la Major League Soccer.

## Trayectoria
En sus primeros años en 2004, Nick DeLeon jugó por el equipo de Thunderbird High School de Phoenix, Arizona a 2007. Años después fue elegido por la Universidad de Nevada en 2008 y disputó 18 partidos. En 2010 fue transferido por el equipo amateur de Arizona Sahuaros pero se cambió al equipo de la Universidad de Louisville jugando hasta 2011.
Nick DeLeon llegó al D.C. United en 2012 tras ser seleccionado en la séptima posición del SuperDraft de la MLS. Mientras debutó el día 18 de marzo de ese año ante Los Angeles Galaxy en calidad de visitante y marcando un gol en el segundo tiempo. El 8 de noviembre de 2012, anotó un gol al minuto 88 del segundo tiempo en los playoffs de la MLS en el partido de vuelta ante New York Red Bulls y con esa anotación le dio la clasificación de D.C. United a finales de conferencia.
Su padre es el ex internacional de Trinidad y Tobago y el jugador NASL, Leroy DeLeon. Por lo que también es elegible para representar a Trinidad y Tobago. Su hermana Jessie DeLeon, es jugadora de la Universidad de Arizona State.

## Clubes
| Club        | País           | Año    |
| ----------- | -------------- | ------ |
| D.C. United | Estados Unidos | 2012 - |

## Palmarés

### Campeonatos nacionales
| Título                   | Club        | País           | Año  |
| ------------------------ | ----------- | -------------- | ---- |
| Lamar Hunt U.S. Open Cup | D.C. United | Estados Unidos | 2013 |